# Grzegorz II (hrabia Tusculum)
Grzegorz II (zm. w 1058 roku) – hrabia Tusculum, konsul i patrycjusz rzymski.

## Życiorys
Był synem Alberyka III i jego żony Ermeliny. Jego bratem był Teofilakt (papież Benedykt IX). Grzegorz przejął władzę w Rzymie mniej więcej w tym samym czasie, kiedy jego starszy brat objął Stolicę Piotrową. Lud rzymski wolał, by władca miasta nie obejmował jednocześnie papiestwa i prawdopodobnie dlatego Grzegorz nie zdecydował się zostać papieżem.
Był żonaty i miał czworo dzieci: Teodorę, Jana, Piotra i Grzegorza.